# Fotboll vid olympiska sommarspelen 1904

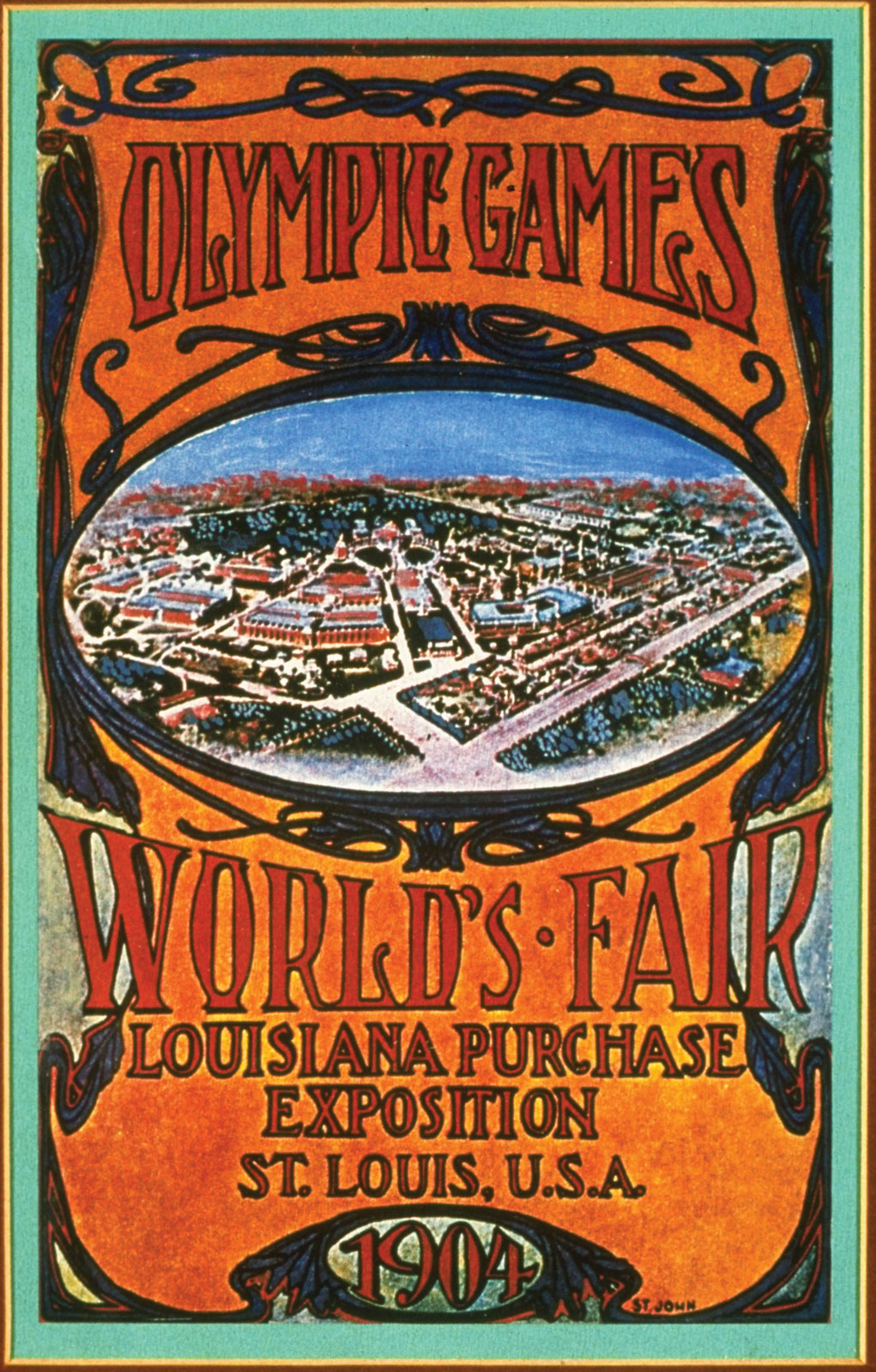

Fotboll vid olympiska sommarspelen 1904 i Saint Louis, Missouri, USA var ingen officiell tävling, och bara tre lag deltog. Internationella olympiska kommittén räknar dock ändå guld-, silver- och bronsmedaljörer.
1904 års spel hölls tillsammans med världsutställningen i staden, och fotboll var sista sporten ut, i november. Tävlingen var en utslagsturnering, även om matchen mellan Christian Brothers College och St. Rose Parish spelades om två gånger efter att ha slutat 0–0 de två första gångerna.

## Medaljörer
| Pl. | Nation | Guld | Silver | Brons | Totalt |
| --- | ------ | ---- | ------ | ----- | ------ |
| 1   | Kanada | 1    | 0      | 0     | 1      |
| 2   | USA    | 0    | 1      | 1     | 2      |

Enligt en rapport i tidningen Toronto Mail and Empire den 18 november 1904 fick spelarna i St. Louis medalj.
Rapporten sade att "Direkt efter matchen gick Galt-laget, med omkring 50 personer, tillbaka till kontoret hos James E. Sullivan, chef för idrottsdepartementet, där de fick pris.  Efter ett kort samtal av Mr. James A. Conlon, från idrottsdepartementet, gav borgmästar Mundy av staden Galt, varje spelare i det segrande laget en vacker guldmedalj."
Medaljen som delades ut till Fred Steep of Galt, och finns på Soccer Hall of Fame and Museum i Vaughan, Ontario, Kanada visar att medaljer delades ut i Saint Louis, Missouri, USA.

## Medaljsummering
| Gren   | Guld | Silver | Brons |
| Herrar | Kanada George Ducker John Fraser John Gourlay Alexander Hall Albert Johnston Robert Lane Ernest Linton Gordon McDonald Frederick Steep Tom Taylor William Twaits Otto Christman Albert Henderson | USA Charles Bartliff Warren Brittingham Oscar Brockmeyer Alexander Cudmore Charles January John January Thomas January Raymond Lawler Joseph Lydon Louis Menges Peter Ratican | USA Joseph Brady George Cooke Thomas Cooke Cormic Cosgrove Dierkes Martin Dooling Frank Frost Claude Jameson Henry Jameson Johnson O'Connell Harry Tate |

## Tävlingar

### Fotboll
| Place | Lag                        | Land   | Matcher | Matcher   | Matcher | Mål    | Mål           |
| Place | Lag                        | Land   | Vinster | Förluster | %       | Gjorda | Insläppta mål |
| ----- | -------------------------- | ------ | ------- | --------- | ------- | ------ | ------------- |
| 1     | Galt FC                    | Kanada | 2       | 0         | 1.000   | 11     | 0             |
| 2     | Christian Brothers College | USA    | 1       | 1         | .500    | 2      | 7             |
| 3     | St. Rose Parish            | USA    | 0       | 2         | .000    | 0      | 6             |

| 16 november 1904                                                    | 16 november 1904 | 16 november 1904 | 16 november 1904 | 16 november 1904           | 16 november 1904 |
| ------------------------------------------------------------------- | ---------------- | ---------------- | ---------------- | -------------------------- | ---------------- |
| Galt Football Club                                                  | 7                | -                | 0                | Christian Brothers College |                  |
| Alexander Hall 3, Gordon McDonald 2, Frederick Steep, Thomas Taylor |                  |                  |                  |                            |                  |
| 17 november 1904                                                    |                  |                  |                  |                            |                  |
| Galt Football Club                                                  | 4                | -                | 0                | St. Rose Parish            |                  |
| Thomas Taylor 2, Albert Hendersen, självmål                         |                  |                  |                  |                            |                  |
| 20 november 1904                                                    |                  |                  |                  |                            |                  |
| St. Rose Parish                                                     | 0                | -                | 0                | Christian Brothers College |                  |
| 21 november 1904                                                    |                  |                  |                  |                            |                  |
| St. Rose Parish                                                     | 0                | -                | 0                | Christian Brothers College |                  |
| 23 november 1904                                                    |                  |                  |                  |                            |                  |
| St. Rose Parish                                                     | 0                | -                | 2                | Christian Brothers College |                  |
|                                                                     |                  |                  |                  | (Målskyttar okänt)         |                  |

Galt FC hade lätt för båda USA-lagen, och man slog dem samtidigt som man höll nollan. Lagen från USA spelade två oavgjorda matcher mot varandra innan Christian Brothers College slutligen vann mot St. Rose, med 2–0.

## Laguppställningar
Huvudartikel: Spelartrupper i fotboll vid olympiska sommarspelen 1904